# Dianthus pallidiflorus
Dianthus pallidiflorus är en nejlikväxtart som beskrevs av Nicolas Charles Seringe. Dianthus pallidiflorus ingår i släktet nejlikor, och familjen nejlikväxter. Inga underarter finns listade i Catalogue of Life.